# Diplodus sargus sargus
Il sarago maggiore (Diplodus sargus o Diplodus sargus sargus (Linnaeus, 1758)) è un pesce di mare appartenente alla famiglia degli Sparidi.

## Distribuzione e habitat
Questa specie è diffusa nel Mediterraneo, nel mar Nero (rara) e nell'Oceano Atlantico orientale a nord fino al golfo di Guascogna. Nei mari italiani è molto comune.
È una specie abbastanza versatile riguardo all'habitat. Si può infatti trovare su fondi duri, sabbiosi, a Posidonia oceanica e perfino all'interno delle lagune in cui la salinità non sia troppo bassa. L'ambiente preferito sono comunque quelli di scogli coperti di densa vegetazione. È una specie strettamente costiera.

## Descrizione

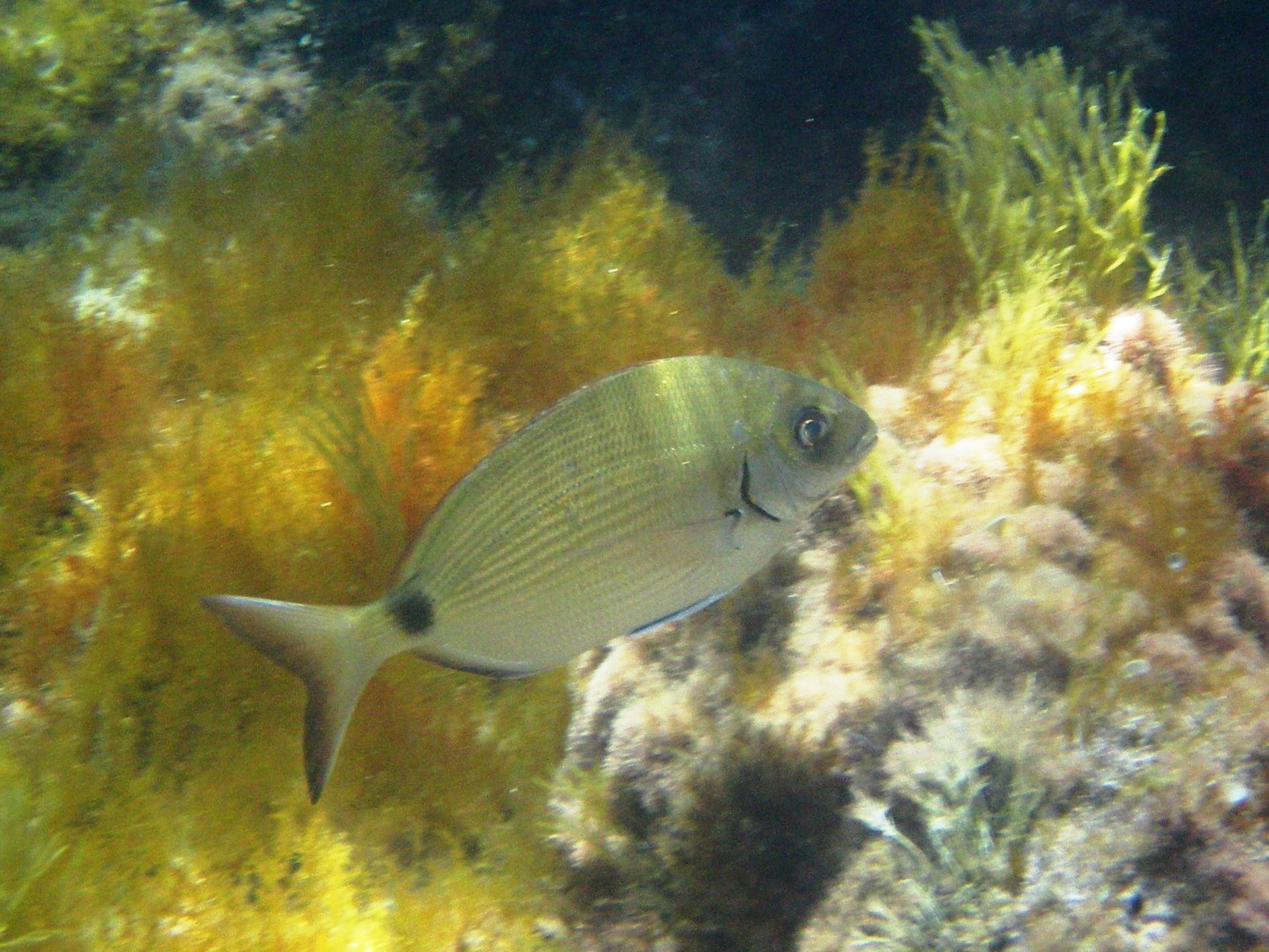

Presenta un corpo alto e schiacciato lateralmente come avviene negli altri saraghi. La bocca è abbastanza piccola armata di denti incisiviformi. Le pinne pettorali sono ampie e appuntite, le pinne ventrali sono nere con una fascia chiara al centro. Tutte le pinne impari sono bordate di nero, la pinna caudale ha un bordo nero molto più ampio.
Il colore è complessivamente argenteo, con 5 linee verticali nere (più vistose nei piccoli esemplari) alternate con 4 grigio scuro, più una macchia nera sulla parte del corpo posteriore, appena prima della pinna caudale, che non si estende al margine inferiore del peduncolo caudale. Nel periodo riproduttivo la parte superiore del muso diventa azzurrognola.
Raggiunge una lunghezza massima di 45 cm per 2 kg di peso. Vive fino a 10 anni.

## Biologia
È una specie gregaria da giovane mentre diviene solitaria da adulta.

### Alimentazione
Si nutre di crostacei ed altri invertebrati bentonici, da giovane, anche di alghe. Predilige particolarmente il riccio Paracentrotus lividus, di cui è il principale predatore, ma solo quando raggiunge la maggiore taglia con relativo sviluppo della dentatura, che gli permette di rompere il guscio anche se provvisto di aculei.
Negli ultimi anni, a causa dell'aumento della temperatura dell'acqua nelle rive del mar Mediterraneo, si è verificato un aumento degli attacchi con morsi agli arti inferiori dei bagnanti.

### Riproduzione
Si riproduce nei mesi di gennaio-marzo nel Mediterraneo orientale e più tardi, in primavera, in quello occidentale.

## Pesca
Si cattura in gran numero con reti da posta, palamiti, nasse e lenze. Le carni sono pregiatissime e molto ricercate.
La pesca in apnea con fucile subacqueo può essere effettuata con le tre tecniche principali: aspetto, agguato o tana. Gli esemplari più grossi si trovano solitamente in tana, anche in piccole spaccature nelle quali non ci si aspetterebbe di trovare un esemplare adulto. La tecnica dell'aspetto è solitamente la meno redditizia, in quanto il sarago fuori dalle tane è diffidente. Con mare mosso è facile incontrare grossi esemplari fuori dalle tane in acqua libera. Il comportamento del sarago cambia totalmente nelle riserve marine.